# かつて日本に存在した放送局
かつて日本に存在した放送局（かつてにほんにそんざいしたほうそうきょく）では、過去に合併や経営移譲などで消滅した、日本の放送局を挙げる。

## 法人消滅、事業譲渡または廃止

### NHK関係
- 社団法人東京放送局（東京府東京市） - 1926年8月20日に社団法人日本放送協会に事業譲渡し消滅（現・NHK放送センター）。
- 社団法人大阪放送局（大阪府大阪市） - 本放送開始前の1926年8月20日に社団法人日本放送協会に事業譲渡し消滅（現・NHK大阪放送局）。
- 社団法人名古屋放送局（愛知県名古屋市） - 1926年8月20日に社団法人日本放送協会に事業譲渡し消滅（現・NHK名古屋放送局）。
- 社団法人日本放送協会（東京都） - 1950年に放送法に基づく特殊法人である日本放送協会が承継し解散。

#### 放送停止・降格したNHKの放送局
※呼出符号はいずれも放送停止・降格時。
- パラオ放送局（南洋群島コロール町） - 呼出符号：JRAK。1944年7月25日放送停止。
- 豊原放送局（樺太豊原市） - 呼出符号：JDAK。1945年8月23日放送停止。
- 宮古放送局（沖縄県平良市） - 呼出符号：JOVQ-TV。沖縄放送局との間の回線が整備されていなかったため独自編成で放送を行っていた。沖縄放送局との回線が整備されたことに伴い1976年12月22日に事務所に降格。
- 小樽放送局（北海道小樽市） - 呼出符号：なし。1988年7月22日に報道室に降格。
- 岩見沢放送局（北海道岩見沢市） - 呼出符号：なし。1988年7月22日に報道室に降格。
- 弘前放送局（青森県弘前市） - 呼出符号：JORG、JORC。1988年7月22日に支局に降格。
- 八戸放送局（青森県八戸市） - 呼出符号：JOTQ、JOTZ。1988年7月22日に支局に降格。
- 鶴岡放送局（山形県鶴岡市） - 呼出符号：JOJP、JOJD、JOJP-TV、JOJD-TV。1988年7月22日に支局に降格。
- 郡山放送局（福島県郡山市） - 呼出符号：JOCP、JOCD。1988年7月22日に支局に降格。
- いわき放送局（福島県いわき市） - 呼出符号：JOHQ、JOHZ。1988年7月22日に支局に降格。
- 松本放送局（長野県松本市） - 呼出符号：JOSG、JOSC。1988年7月22日に支局に降格。
- 高山放送局（岐阜県高山市） - 呼出符号：なし。1988年7月22日に支局に降格。
- 浜松放送局（静岡県浜松市） - 呼出符号：JODG、JODC、JODG-TV、JODC-TV。1988年7月22日に支局に降格。
- 豊橋放送局（愛知県豊橋市） - 呼出符号：JOCQ、JOCZ。1988年7月22日に支局に降格。
- 姫路放送局（兵庫県姫路市） - 呼出符号：なし。1988年7月22日に支局に降格。
- 米子放送局（鳥取県米子市） - 呼出符号：JOLQ、JOLZ。1988年7月22日に支局に降格。
- 福山放送局（広島県福山市） - 呼出符号：JODP、JODD、JODP-TV、JODD-TV。1988年7月22日に支局に降格。
- 下関放送局（山口県下関市） - 呼出符号：JOUQ、JOUZ。1988年7月22日に支局に降格。
- 佐世保放送局（長崎県佐世保市） - 呼出符号：JOAQ、JOAZ、JOAQ-TV、JOAZ-TV。1988年7月22日に支局に降格。
- 島原放送局（長崎県島原市） - 呼出符号：JOBG。雲仙普賢岳火山活動に伴い1991年6月-1996年に設置。

### 民間放送関係
日本民間放送連盟加盟社の情報とする。配列は期日順で、※は当該社による事業の終了日。特記なき法人はいずれも株式会社。
| 消滅期日        | 社名                                                    | 本社所在地               | 理由                        | 備考 |
| --------------- | ------------------------------------------------------- | ------------------------ | --------------------------- | --- |
| 1954年10月18日  | ラジオ佐世保                                            | 長崎県佐世保市           | 吸収合併                    | ラジオ長崎への合併により法人格消滅。合併後に長崎放送に改称。 |
| 1956年2月14日   | 財団法人日本文化放送協会                                | 東京都新宿区             | 株式会社化                  | 株式会社文化放送に改組 |
| 1958年8月1日    | 西部毎日テレビジョン放送                                | 福岡県八幡市             | 吸収合併                    | 本放送開始当日にラジオ九州への合併により法人格消滅。合併後にRKB毎日放送に改称。 |
| 1959年6月1日    | 大阪テレビ放送                                          | 大阪府大阪市             | 吸収合併                    | 出資者の一つであった朝日放送（当時はラジオ専業）への合併により法人格消滅。 |
| 1959年11月20日  | ラジオ東海                                              | 岐阜県岐阜市             | 新設合併                    | 合併と同時に東海ラジオ放送に改称、本社を愛知県名古屋市に設ける。放送対象地域はそれぞれ岐阜県と三重県であったのが1960年4月1日より愛知県を加えて中京広域圏となる。                                                         |
| 1959年11月20日  | 近畿東海放送                                            | 三重県津市               | 新設合併                    | 合併と同時に東海ラジオ放送に改称、本社を愛知県名古屋市に設ける。放送対象地域はそれぞれ岐阜県と三重県であったのが1960年4月1日より愛知県を加えて中京広域圏となる。                                                         |
| 1970年4月25日※  | FM東海                                                  | 東京都渋谷区 →東京都港区 | 放送形態変更 （株式会社化） | 学校法人東海大学による実験局→実用化試験局としての放送を終了し、翌日から正式な放送局として民間放送のエフエム東京により放送開始。                                                                                          |
| 1972年12月15日  | Far East Broadcasting Company（FEBC）                   | 沖縄県浦添市             | 事業譲渡 （日本法人化）     | 本土復帰後1年間の期限付きで認められていたアメリカ法人（宗教法人）による日本語放送。財団法人極東放送に事業譲渡。 |
| 1973年10月31日※ | 日本科学技術振興財団テレビ事業本部 （東京12チャンネル） | 東京都港区               | 事業譲渡 （株式会社化）     | 株式会社である東京12チャンネルプロダクション改め東京12チャンネル（現在のテレビ東京）に事業譲渡。 |
| 1973年10月31日  | 琉球放送 英語ラジオ放送                                 | 沖縄県那覇市             | 免許非更新                  | 本土復帰に伴い、放送局免許更新に合わせ廃止。 |
| 1977年1月15日※  | Far East Broadcasting Company（FEBC）                   | 沖縄県浦添市             | 活動停止                    | 本土復帰後5年間の期限付きで認められていたアメリカ法人（宗教法人）による英語放送。 |
| 1978年4月25日   | 財団法人極東放送                                        | 沖縄県浦添市             | 事業譲渡 （株式会社化）     | 旧FEBCの日本語放送を引き継ぐ目的の日本法人として設立されたが、同名の株式会社に事業譲渡し、解散。 |
| 1984年9月1日    | 極東放送                                                | 沖縄県浦添市             | 放送形態変更                | エフエム沖縄に改称し、中波放送（AM）から超短波放送（FM）へ転換。 |
| 2003年3月31日   | 衛星デジタル音楽放送                                    | 東京都港区               | 吸収合併                    | 当時の親会社であったワイヤービーに吸収合併、同時に民放連退会（その後WINJへの免許譲渡を経て2007年に閉局）。 |
| 2006年4月3日    | ニッポン放送                                            | 東京都千代田区           | 事業譲渡 （新旧分離）       | 旧社の会社分割により設立された（新）ニッポン放送に事業譲渡。旧社は「ニッポン放送ホールディングス」に商号変更後、フジテレビジョン（現在のフジ・メディア・ホールディングス）に吸収合併され消滅。旧社の資産集約に伴うもの。 |
| 2008年7月1日    | エフエム九州 （Cross FM）                               | 福岡県北九州市           | 事業譲渡 （新旧分離）       | CROSS FMに事業譲渡（愛称はそのまま）。旧社の経営破綻による。 |
| 2010年9月30日   | 愛知国際放送（RADIO-i）                                 | 愛知県名古屋市           | 事業廃止                    | 日本の民間ラジオ局（同時に広域局および外国語放送局）としては事実上史上初の廃局となった。 |
| 2010年9月30日   | Kiss-FM KOBE                                            | 兵庫県神戸市             | 事業譲渡 （新旧分離）       | 兵庫エフエム放送に事業譲渡（愛称はそのまま）。旧社の経営破綻による。 |
| 2010年12月31日  | 九州国際エフエム （Love FM）                            | 福岡県福岡市             | 事業譲渡 （吸収分割）       | コミュニティ放送を運営していた天神エフエム（現・ラブエフエム国際放送）と吸収分割して事業譲渡（愛称はそのまま）。事業引き受けにあたって天神エフエムはコミュニティ放送を終了。                                             |
| 2012年3月31日   | 関西インターメディア （FM COCOLO）                      | 大阪府大阪市             | 事業譲渡                    | FM802に放送事業を承継。民間FM放送局初の1局2波体制が誕生した。以前から同社子会社による番組制作等が行われていた。 |
| 2014年2月28日   | 岐阜エフエム放送（Radio80 FM岐阜）                      | 岐阜県大垣市             | 事業譲渡 （新旧分離）       | エフエム東京とエフエム愛知などの出資により2013年8月に設立したエフエム岐阜に事業譲渡（愛称はそのまま）。旧社の経営破綻による。                                                                                            |
| 2016年6月30日   | mmbi（nottv）                                           | 東京都港区               | 事業廃止                    | 準会員として加盟していたマルチメディア放送事業者。放送終了の翌日となる2016年7月1日、子会社で基幹放送局提供事業者だったジャパン・モバイルキャスティングを吸収合併した上でNTTドコモに吸収合併された。                      |
| 2016年11月30日  | InterFM名古屋支局                                       | 愛知県名古屋市           | 事業譲渡 （会社分割）       | InterFM（東京都品川区）の会社分割に伴い設立された株式会社Radio NEOに放送事業を承継。 |
| 2020年6月30日   | Radio NEO                                               | 愛知県名古屋市           | 事業廃止                    | 経営難により同日12時をもって停波。民間ラジオ局の経営難による閉局は2例目。 |
| 2020年6月30日   | 新潟県民エフエム放送 （FM PORT）                        | 新潟県新潟市             | 事業廃止                    | 経営難により同日24時をもって停波。県域ラジオ局の閉局は全国初。 |

### 琉球（米国施政権下）
- 沖縄放送協会（豊見城市） - 1972年に沖縄の本土復帰に伴い、日本放送協会が権利義務承継（現・NHK沖縄放送局）。
- 琉球の声放送 - 1954年4月1日、放送設備を琉球大学財団に譲渡し廃局。その後現在の琉球放送株式会社が設立、開局する。
- Far East Broadcasting Company 中国語放送（宗教放送） - 1972年に沖縄の本土復帰に伴い、沖縄中国語放送局廃局。英語放送は本土復帰後も米国法人により1977年まで継続。日本語局は、1972年の本土復帰に際し、日本法人である前述の財団法人極東放送を設立して事業譲渡。

### 旧外地関係
- 朝鮮：社団法人京城放送局→社団法人朝鮮放送協会
- 台湾：台湾総督府交通局逓信部（台北放送局）→社団法人台湾放送協会
- 関東州：関東庁逓信局（大連放送局）→満洲電信電話株式会社

なお、満洲電信電話は満洲国でも放送事業を行っていた。

### コミュニティFM局・その他
イベント放送局・臨時災害放送局については各々の当該項目を参照のこと。
- エフエムこんぴら（香川県琴平町） - スポンサー不足などを理由として1998年11月30日の放送を最後に閉局。
- 沖縄市エフエムコミュニティ放送（沖縄県沖縄市） - 2004年4月1日にFMコザに事業継承。
- 高松シティエフエム（香川県高松市） - 2005年3月31日をもって同じ高松市の「エフエム高松コミュニティー放送（FM815）」に吸収合併され廃局。
- 宮崎シティエフエム（宮崎県宮崎市） - 経営状況の悪化と突然死去した代表者の後任問題から放送免許の更新を断念、免許満了日の2005年10月31日に廃局。
- イセハラエフエム放送（神奈川県伊勢原市） - 経営難のため2006年3月31日をもって停波し閉局。
- エフエムたまな（熊本県玉名市） - 経営赤字と代表者の病気（閉局後死去）のため、2006年4月30日24:00をもって電波停止、閉局。
- 仙台市民放送（宮城県仙台市） - 送信所・演奏所の移転費用捻出ができなかったことと後継者問題のため2007年1月19日から運用を休止していたが、2007年3月13日に廃止。
- FMニセコ放送（北海道虻田郡倶知安町） - 経営困難のため2007年9月16日株主総会で解散を議決、9月22日をもって放送終了、9月30日に演奏所が撤去、2008年3月21日に廃止届受理。
- 五日市コミュニティ放送（広島県広島市佐伯区） - 通称「FMななみ」。広告収入不振で経営困難に陥り、2007年12月1日から放送休止、2008年3月31日廃局。
- エフエムセト（香川県丸亀市） - スポンサー撤退などによる経営状況の悪化のため2008年4月13日に廃局。
- 名古屋シティエフエム（愛知県名古屋市中村区） - 高層ビル群による電波受信環境の悪化を理由に2008年6月13日に廃局。その後同じ周波数で放送エリアを名古屋市東区に移動した形で「MID-FM」を開局している。
- 名古屋中エフエムラヂオ放送（愛知県名古屋市中区） - 当初は通称「FM DANVO」として放送していたが、次第に在日ブラジル人向け放送にシフト。その後、通称も「Transamerica」に変更したが、世界的な不況の影響をうけ2009年4月1日より停波、7月17日に株主総会で会社の解散を決定。
- 南区コミュニティエフエム（北海道札幌市南区） - 通称「GreenFM」。約3,600万円の負債を抱え、2008年12月5日停波。
- BIWA WAVE（滋賀県近江八幡市） - 通称「B-WAVE」。放送電波の送信出力を違法に増力、一時運用停止の行政処分をきっかけにした経営悪化が直接的な原因。2008年末で放送を終了する予定だったが、一旦は放送を再開した。しかし状況は変わらず2009年5月29日停波、6月11日廃止。
- エフエム多摩放送（東京都多摩市） - 営業収入の逓減により設備更新費の捻出に目処が立てられず、さらに市からの支援も打ち切られたことから運営が困難となり、2010年3月31日をもって放送終了、会社は解散された。
- かにかも放送（岐阜県可児市・美濃加茂市） - 「FMでんでん」。電波法違反による行政指導や不況の影響を受け制作番組が減少、消滅。音楽放送のみとなっていた2010年夏、豪雨災害をきっかけに事前予告なく停波した。放送免許上は同年11月の更新が行われず、運営会社の公式発表がないまま同年10月31日付で廃止。その約2年後の2012年5月に同じ周波数と放送エリアで、「FMラインウェーブ」が開局している。
- 貝塚コミュニティ放送（大阪府貝塚市） - 「SENSHU JOLLY FM」として開局したものの、不況の中で十分な経営基盤を築くことができず、2010年9月30日をもってコミュニティFMとしての放送を終了しインターネット放送に一本化した。放送免許としては同年11月の更新なく、同年10月31日付で廃止。
- 福岡コミュニティ放送（福岡県福岡市早良区） - 通称「StyleFM」。親会社の金融商品取引法違反容疑により経営が急速に悪化、放送免許の更新をせず、免許満了日の2010年10月31日に停波。放送局・運営会社の動向については不明。
- 天神エフエム（福岡県福岡市中央区） - 通称「FREE WAVE」。経営難の九州国際エフエム（通称：Love FM）の経営及び同社からの放送免許譲渡に伴い、コミュニティ放送としての事業は2011年1月1日0時に停波。
- 東京コミュニケーション放送（東京都渋谷区） - 通称「SHIBUYA-FM」。2013年1月11日より放送を休止し、半年後の7月9日、総務省関東総合通信局に廃止届を提出し、10日付で正式に廃局した。
- エフエムさかい（大阪府堺市東区） - 演奏所が入居していた堺市所有の建物の指定管理者が交代するのを受け、放送継続を断念。2015年4月1日をもって廃局。
- エフエムわいわい（兵庫県神戸市長田区） - ボランティアが中心になって運営しているが、放送法改正などの影響でFMラジオ局としての継続は困難と判断。2016年3月31日をもって コミュニティ放送を終了しインターネット放送に一本化。ただしFM放送の設備は維持し、災害時に臨時災害放送局として多言語放送できるよう神戸市と協定締結。
- やまがたシティエフエム（山形県山形市） - 通称「Vigo FM」。山形市で2局目のコミュニティ放送局として運用されてきたが、2016年7月21日限りで放送を停止、直ちに総務省東北総合通信局に廃止届を提出して、翌22日廃止となった。
- 市川エフエム放送（千葉県市川市） - 愛称「いちかわエフエム」。かねてより厳しい経営環境下であったが、2011年に自殺した従業員への安全配慮義務違反があったとして2015年に千葉地方裁判所より損害賠償約3千万円の支払いを命じる判決を受けたことが影響し、2016年11月30日付で総務省関東総合通信局に放送休止を届出。翌日12月1日には、自己破産を千葉地方裁判所に申請し受理される。その後同局が使用してきた周波数・放送設備等は同県浦安市の「エフエム浦安」に事実上譲渡され、エフエム浦安は市川市に移転した。
- FMなんじょう（沖縄県南城市） - 南城市が設備を整備したうえで業務委託を受けた(株)FMしまじりが免許を取得して公設民営方式で運営されていたが、契約期間の終了に伴い2018年2月28日をもって運営を終了。新たに南城市から業務委託を受けた南笑事が設備を受け継ぎ、同一周波数にて3月12日にハートFMなんじょうを新規に開局。一方、(株)FMしまじりは与那原町にてFMよなばるを3月25日に新規に開局。
- 長崎シティエフエム（長崎県長崎市） - 長崎市で2局目のコミュニティ放送局として運用されてきたが、2020年5月1日付で更新された総務省九州総合通信局における管内コミュニティ放送のリストから同局が削除され[3]、遅くとも前日の4月30日までに事実上閉局したと見られているが、局側の公式発表や、閉局を伝えるマスコミ報道等は一切なされなかった。同局の無線局免許状も2020年10月31日付で失効したとみられ、総務省電波利用ホームページにおいて同局の無線局免許状の存在は確認できない。
- エフエム津山（岡山県津山市） - 津山市で2局目のコミュニティ放送局として運用されてきた。2012年にも一度運用休止期間があり、この時は再開に漕ぎ着けたものの、8年後の2020年10月21日、同局は総務省中国総合通信局に、同月25日をもって廃局する旨の放送局廃止届を提出。当日23時をもって停波・閉局した。
- FMオホーツク（北海道北見市） - オホーツク総合振興局管内で初めてとなるコミュニティFM局として2008年に開局したが、局の運営責任を担う社長が2022年1月に死去。「代表者不在のまま放送を継続することは困難である」として同年2月9日付で総務省北海道総合通信局に休止届を提出し即日受理され、2日後の2月11日18時をもって停波・閉局した[4][5]。その後、8月9日に同通信局に廃止届を提出。即日受理されて廃止となった[6]。
- エフエムひらかた （大阪府枚方市）- 枚方市が2022年（令和4年）度より放送委託料を打ち切ると決定したこと[7]を受け、自主運営や事業譲渡を模索したがスポンサーが見つからず、事業継続を断念[8]。2022年2月28日20時00分に全放送プログラムを終了し、翌3月1日、停波・閉局した。運営会社は3月31日付で解散した。25年以上続いたラジオ局が閉局するのは日本で初。
- エフエムもりぐち（大阪府守口市） - 西日本初のコミュニティ放送局で、「FM HANAKO」の愛称で放送。SNSなどの情報伝達手段の多様化に伴ってコミュニティ放送の有用性が低下し、2023年度以降局が放送エリアとしていた守口市、門真両市からのスポンサー料が打ち切られる見込みになったことを要因とし、2023年3月31日19時をもって停波、閉局した[9]。
- エフエムあまがさき（兵庫県尼崎市）- 尼崎市文化振興財団が保有。スマートフォンやSNSの普及に伴い、尼崎市の同財団への災害・市政情報の業務委託が打ち切られたことが直接の要因とし、2023年3月31日19時をもって停波、閉局した[10]。その後放送免許はパーソナリティ有志らによって設立された一般社団法人みんなのあま咲き放送局が継承、同年10月より新体制で再開局している。
- ハートFMなんじょう（沖縄県南城市） - 上記FMなんじょうを実質的に引き継ぐ形で合同会社南笑事が運営していたが、5年の契約が満了となるにあたり、赤字のためその契約の更新を断念、2023年3月31日23時をもって停波、閉局した[11]。
- エフエムジャイゴウェーブ（青森県南津軽郡田舎館村）- 経営状況悪化により事業継続が困難であることを理由に2025年3月28日をもって閉局[12]。
- 東九州コミュニティー放送（福岡県築上郡築上町）- 通称「スターコーンFM」。コロナ禍以降のスポンサー減少及び放送機材の更新の目処が立たない事から2025年3月31日をもって閉局[13]。
- たかはぎFM（茨城県高萩市）- 2011年6月に開局した臨時災害放送局「たかはぎさいがいFM」を前身とし、2013年4月に特定非営利活動法人を設立の上開局。SNSや防災アプリの普及に加え、資金難を理由に2025年3月31日をもって閉局[14]。
- FMねまらいん（岩手県大船渡市）- 2011年3月に開局した臨時災害放送局「おおふなとさいがいFM」を前身とし、2013年4月に特定非営利活動法人へ引き継がれた上で開局。広告収入や行政収入の伸び悩み、慢性的な人員不足を理由に2025年3月末で放送休止していたが、同年6月30日をもって正式に閉局した[15]。

## 予備免許を交付されながら開局できなかった放送局
- 西日本放送（福岡県・ラジオ局）

久留米市の財界人が開設準備を進め、1951年4月21日に予備免許を交付された（呼出符号：JOGR）が、期限までに会社設立のめどが立たず、1952年1月29日に予備免許を返上した。1953年4月14日、西日本放送として再び免許を申請、朝日新聞の協力を受け、1954年1月1日に九州朝日放送として開局を果たした。ちなみに呼出符号のJOGRは、ラジオ青森に与えられた（なお、現在の香川県を放送エリアとする西日本放送とは関係がない）。
- 姫路市営放送（兵庫県・ラジオ局）

姫路市長が設立発起人代表となって開設準備を進め、1952年3月7日に予備免許を交付された（呼出符号：JODR）が、市長と市議会との対立により期限までに放送施設を建設することができず、同年9月22日に予備免許が取り消された。その後、JODRの呼出符号はラジオ新潟に与えられた。
- ラジオ福島（福島県・テレビ局）

1957年10月22日に予備免許を交付され（呼出符号：JOWR-TV）、1959年頃のテレビ開局を予定していたが、期限までに資本構成、役員構成の条件を満たすことができず、1958年4月1日に予備免許が失効した。
- 株式会社福島テレビ（福島県・テレビ局）

1960年11月24日に予備免許を交付され（呼出符号：JOPX-TV）、1962年頃の開局を予定していたが、役員問題でもめたため期限までに会社を設立することができず、1961年3月1日に予備免許が失効した（現在の福島テレビ株式会社とは別会社。その後、JOPX-TVの呼出符号は、現在の福島テレビ株式会社に与えられた）。
- ニュー徳島放送（通称：徳島放送。徳島県・テレビ局）

1969年11月18日に予備免許を交付され（呼出符号：JOTI-TV）、1971年頃の開局を予定していたが、期限までに会社を設立することができず、1970年4月30日に予備免許が失効した（その後、JOTI-TVの呼出符号は、鹿児島放送に与えられた）。
- 栃木コミュニティー放送（通称：FM蔵の街。栃木県・コミュニティ放送）

栃木市の財界・企業などの共同出資によって設立され、1993年11月1日に予備免許を交付された（呼出符号：JOZZ3AA-FM）が、1994年5月に準備不足を理由として免許申請を取り下げた。
- 加古川FM放送（兵庫県・コミュニティ放送）

2001年に予備免許を交付され（呼出符号：JOZZ7AW-FM、周波数82.1MHz、出力20W）、2002年度をめどに放送を開始する予定だったが、同年3月に準備不足を理由に運営会社側から免許申請を取り下げた。
- エフエムつづき（神奈川県・コミュニティ放送）

2009年に予備免許を交付され（呼出符号：JOZZ3BS-FM、周波数83.0 MHz、出力15 W）、横浜市内の施設に演奏所（スタジオ）を設置するなど準備を進めてきたが、運営予定会社の社長の交代などの混乱により一度も試験電波は発射される事なく、結局公式サイトは閉鎖され、スタジオも撤収し、計画は頓挫した。

## 旧法人の消滅を伴わない会社分割による免許継承
| 理由                                      | 免許継承日    | 分割元                                                        | 本社所在地     | 分割先                                                    | 備考                                                                     |
| ----------------------------------------- | ------------- | ------------------------------------------------------------- | -------------- | --------------------------------------------------------- | ------------------------------------------------------------------------ |
| ラジオ部門分社化                          | 2001年10月1日 | 東京放送                                                      | 東京都港区     | TBSラジオ&コミュニケーションズ                            | ラジオ番組制作子会社への免許継承                                         |
| ラジオ部門分社化                          | 2005年10月1日 | 札幌テレビ放送                                                | 北海道札幌市   | STVラジオ                                                 | 分割準備会社への免許継承                                                 |
| 放送持株会社移行                          | 2008年10月1日 | フジ・メディア・ホールディングス （旧商号：フジテレビジョン） | 東京都港区     | フジテレビジョン                                          | 免許継承日に設立された新法人の株式会社フジテレビジョンに放送免許を継承。 |
| 放送持株会社移行                          | 2009年4月1日  | TBSホールディングス （旧商号：東京放送）                      | 東京都港区     | TBSテレビ                                                 | テレビ番組制作子会社との吸収分割と免許継承                               |
| 放送持株会社移行                          | 2012年10月1日 | 日本テレビホールディングス （旧商号：日本テレビ放送網）       | 東京都港区     | 日本テレビ放送網                                          | 分割準備会社への免許継承                                                 |
| ラジオ部門分社化                          | 2013年4月1日  | 中部日本放送                                                  | 愛知県名古屋市 | CBCラジオ                                                 | ラジオ番組制作子会社への免許継承                                         |
| 放送持株会社移行                          | 2014年4月1日  | テレビ朝日ホールディングス （旧商号：テレビ朝日）             | 東京都港区     | テレビ朝日                                                | 分割準備会社への免許継承                                                 |
| 放送持株会社移行                          | 2014年4月1日  | 中部日本放送                                                  | 愛知県名古屋市 | CBCテレビ                                                 | 分割準備会社への免許継承                                                 |
| 放送持株会社移行                          | 2016年4月1日  | RKB毎日ホールディングス （旧商号：RKB毎日放送）               | 福岡県福岡市   | RKB毎日放送                                               | 分割準備会社への免許継承                                                 |
| 放送持株会社移行                          | 2017年4月1日  | MBSメディアホールディングス （旧商号：毎日放送）              | 大阪府大阪市   | 毎日放送                                                  | 分割準備会社への免許継承                                                 |
| 放送持株会社移行 テレビ・ラジオ部門分社化 | 2018年4月1日  | 朝日放送グループホールディングス （旧商号：朝日放送）         | 大阪府大阪市   | 朝日放送テレビ（テレビ部門） 朝日放送ラジオ（ラジオ部門） | 分割準備会社への免許継承                                                 |
| 放送持株会社移行                          | 2019年4月1日  | RSKホールディングス （旧商号：山陽放送）                      | 岡山県岡山市   | RSK山陽放送                                               | 分割準備会社への免許継承                                                 |
| 放送持株会社移行                          | 2023年4月1日  | KBCグループホールディングス （旧商号：九州朝日放送）          | 福岡県福岡市   | 九州朝日放送                                              | 分割準備会社への免許継承                                                 |
| 放送持株会社移行                          | 2023年6月1日  | BSNメディアホールディングス （旧商号：新潟放送）              | 新潟県新潟市   | 新潟放送                                                  | 分割準備会社への免許継承                                                 |

なお、以下の放送持株会社2社は、いずれも新規設立のため、免許継承を行っていない。
- テレビ東京ホールディングス：テレビ東京・テレビ東京ブロードバンド・BSジャパン（現・BSテレビ東京）の3社による株式移転で設立。
- 読売中京FSホールディングス：札幌テレビ放送、中京テレビ放送、讀賣テレビ放送、福岡放送の4社による株式移転で設立。

## 名称変更
法人格はそのまま社名や公式呼称・略称を変更した事例。1961年前後にラジオ専業局がテレビ放送開始時に「ラジオ○○」から変更した事例と、2002年の商業登記法改正に伴う商号のアルファベット化（公式呼称の正式社名化を含む）の事例が多い。
旧名称の*印は、変更時点で開局前。新名称の※印は後に名称の再変更（業態変更を含む）有り。（）内は呼称、［］内は略称。
| 変更期日       | 旧名称                                            | 本社所在地         | 変更           | 新名称                                      | 備考                                                           |
| -------------- | ------------------------------------------------- | ------------------ | -------------- | ------------------------------------------- | -------------------------------------------------------------- |
| 1952年3月8日   | 信濃放送*                                         | 長野県長野市       | 社名           | 信越放送                                    |                                                                |
| 1952年8月8日   | 広島放送*                                         | 広島県広島市       | 社名           | ラジオ中国※                                 | 現存する広島放送（広島テレビ放送傘下の番組制作会社）とは無関係 |
| 1952年11月1日  | 北陸文化放送                                      | 石川県金沢市       | 社名           | 北陸放送                                    | [ 19 ]                                                         |
| 1952年12月8日  | 長崎平和放送*                                     | 長崎県長崎市       | 社名           | ラジオ長崎※                                 |                                                                |
| 1953年1月26日  | 仙台放送 （ラジオ仙台）                           | 宮城県仙台市       | 社名           | 東北放送                                    | 現在の仙台放送（テレビ単営）とは別                             |
| 1953年9月26日  | ラジオ東奥*                                       | 青森県青森市       | 社名           | ラジオ青森※                                 |                                                                |
| 1953年12月25日 | ラジオ四国                                        | 香川県高松市       | 社名           | ラジオ香川※                                 |                                                                |
| 1954年1月22日  | 日本放送*                                         | 東京都千代田区     | 社名           | ニッポン放送                                |                                                                |
| 1954年10月18日 | ラジオ長崎                                        | 長崎県長崎市       | 社名           | 長崎放送                                    | 同時にラジオ佐世保と合併                                       |
| 1956年10月1日  | 岐阜放送                                          | 岐阜県岐阜市       | 社名           | ラジオ東海※                                 | 現在の岐阜放送とは別。                                         |
| 1956年10月1日  | ラジオ香川                                        | 香川県高松市       | 社名           | 西日本放送                                  |                                                                |
| 1956年12月10日 | ラジオ三重                                        | 三重県津市         | 社名           | 近畿東海放送※                               |                                                                |
| 1958年1月8日   | 鳥取テレビジョン放送*                             | 鳥取県鳥取市       | 社名           | 日本海テレビジョン放送                      |                                                                |
| 1958年2月17日  | 新東海テレビ放送*                                 | 愛知県名古屋市     | 社名           | 東海テレビ放送                              |                                                                |
| 1958年5月17日  | 大阪文化放送*                                     | 大阪府大阪市       | 社名           | 大阪放送※ （ラジオ大阪）［OBC］             |                                                                |
| 1958年6月1日   | 新日本放送                                        | 大阪府大阪市       | 社名           | 毎日放送                                    |                                                                |
| 1958年7月5日   | 大関西テレビ放送*                                 | 大阪府大阪市       | 社名           | 関西テレビ放送                              |                                                                |
| 1958年8月1日   | ラジオ九州                                        | 福岡県福岡市       | 社名           | アール・ケー・ビー毎日放送※                 | 同時に西部毎日テレビジョン放送と合併。                         |
| 1958年8月1日   | 新大阪テレビ放送*                                 | 大阪府大阪市       | 社名           | 讀賣テレビ放送※                             |                                                                |
| 1958年11月28日 | 富士テレビジョン*                                 | 東京都千代田区     | 社名           | フジテレビジョン                            |                                                                |
| 1960年1月1日   | 神戸放送                                          | 兵庫県神戸市       | 社名           | ラジオ関西※                                 |                                                                |
| 1960年11月29日 | ラジオ東京                                        | 東京都港区         | 社名           | 東京放送※                                   |                                                                |
| 1961年3月1日   | ラジオ新潟                                        | 新潟県新潟市       | 社名           | 新潟放送                                    |                                                                |
| 1961年4月1日   | ラジオ大分                                        | 大分県大分市       | 社名           | 大分放送                                    |                                                                |
| 1961年5月29日  | ラジオ東北                                        | 秋田県秋田市       | 社名           | 秋田放送                                    |                                                                |
| 1961年6月1日   | ラジオ山陽                                        | 岡山県岡山市       | 社名           | 山陽放送                                    |                                                                |
| 1961年6月1日   | ラジオ山陰                                        | 鳥取県米子市       | 社名           | 山陰放送                                    |                                                                |
| 1961年6月1日   | ラジオ山口                                        | 山口県徳山市       | 社名           | 山口放送                                    |                                                                |
| 1961年6月1日   | ラジオ熊本                                        | 熊本県熊本市       | 社名           | 熊本放送                                    |                                                                |
| 1961年7月1日   | ラジオ宮崎                                        | 宮崎県宮崎市       | 社名           | 宮崎放送                                    |                                                                |
| 1961年9月1日   | ラジオ山梨                                        | 山梨県甲府市       | 社名           | 山梨放送                                    |                                                                |
| 1961年10月1日  | ラジオ南日本                                      | 鹿児島県鹿児島市   | 社名           | 南日本放送                                  |                                                                |
| 1961年10月28日 | ラジオ青森                                        | 青森県青森市       | 社名           | 青森放送                                    |                                                                |
| 1962年1月1日   | ラジオ高知                                        | 高知県高知市       | 社名           | 高知放送                                    |                                                                |
| 1962年3月13日  | 中京テレビ放送*                                   | 愛知県名古屋市     | 社名           | 名古屋放送※                                 | 現在の中京テレビ放送とは別。                                   |
| 1964年10月1日  | 京都放送                                          | 京都府京都市       | 社名           | 近畿放送※                                   |                                                                |
| 1967年4月1日   | ラジオ中国                                        | 広島県広島市       | 社名           | 中国放送                                    |                                                                |
| 1968年1月16日  | ラジオ岐阜                                        | 岐阜県岐阜市       | 社名           | 岐阜放送※                                   |                                                                |
| 1968年2月19日  | 新日本放送*                                       | 香川県高松市       | 社名           | 瀬戸内海放送                                | 以前存在した新日本放送（現・毎日放送）とは別。                 |
| 1968年4月15日  | 兵庫テレビ放送*                                   | 兵庫県神戸市       | 社名           | サンテレビジョン                            |                                                                |
| 1968年5月18日  | 熊本中央テレビ*                                   | 熊本県飽託郡北部町 | 社名           | テレビ熊本                                  |                                                                |
| 1968年5月28日  | 佐賀放送*                                         | 佐賀県佐賀市       | 社名           | サガテレビ                                  |                                                                |
| 1968年10月30日 | 静岡ユー・エッチ・エフテレビ*                     | 静岡県静岡市       | 社名           | テレビ静岡                                  |                                                                |
| 1969年2月25日  | 東九州放送*                                       | 大分県大分市       | 社名           | テレビ大分                                  |                                                                |
| 1969年5月26日  | 三重電波放送*                                     | 三重県津市         | 社名           | 三重テレビ放送                              |                                                                |
| 1969年5月28日  | 山梨中央テレビ*                                   | 山梨県甲府市       | 社名           | テレビ山梨                                  |                                                                |
| 1969年5月30日  | 秋田ユー・エッチ・エフ・テレビ*                   | 秋田県秋田市       | 社名           | 秋田テレビ                                  |                                                                |
| 1969年6月1日   | ラジオ栃木                                        | 栃木県宇都宮市     | 社名           | 栃木放送                                    |                                                                |
| 1969年8月8日   | 盛岡テレビ放送*                                   | 岩手県盛岡市       | 社名           | テレビ岩手                                  |                                                                |
| 1969年9月2日   | 山口中央テレビ*                                   | 山口県山口市       | 社名           | テレビ山口                                  |                                                                |
| 1970年4月1日   | 中京ユー・エッチ・エフ・テレビ放送 （中京テレビ） | 愛知県名古屋市     | 社名           | 中京テレビ放送                              | 呼称を正式社名に                                               |
| 1970年11月7日  | 大阪音楽エフエム放送                              | 大阪府大阪市       | 社名           | エフエム大阪                                |                                                                |
| 1972年4月1日   | 島根放送 （テレビしまね）                         | 島根県松江市       | 社名 呼称      | 山陰中央テレビジョン放送 （山陰中央テレビ） | 略称のTSKはそのまま                                            |
| 1973年11月1日  | 東京12チャンネルプロダクション                    | 東京都港区         | 社名           | 東京12チャンネル※                           |                                                                |
| 1974年6月1日   | 愛知音楽エフエム放送                              | 愛知県名古屋市     | 社名           | エフエム愛知                                |                                                                |
| 1974年9月1日   | 福岡エフエム音楽放送                              | 福岡県福岡市       | 社名           | エフエム福岡                                |                                                                |
| 1977年4月1日   | 日本教育テレビ （NETテレビ）                      | 東京都港区         | 社名 呼称      | 全国朝日放送※ （テレビ朝日）［ANB］※        |                                                                |
| 1981年10月1日  | ラジオ関東                                        | 神奈川県横浜市     | 社名           | アール・エフ・ラジオ日本                    |                                                                |
| 1981年10月1日  | 東京12チャンネル                                  | 東京都港区         | 社名           | テレビ東京                                  |                                                                |
| 1987年4月1日   | 名古屋放送 （名古屋テレビ）                       | 愛知県名古屋市     | 社名           | 名古屋テレビ放送                            | 呼称を正式社名に                                               |
| 1992年10月1日  | テレビユー富山 （チューリップテレビ）             | 富山県高岡市       | 社名           | チューリップテレビ                          | 呼称を正式社名に                                               |
| 1993年10月1日  | 静岡県民放送 （静岡けんみんテレビ）［SKT］        | 静岡県静岡市       | 社名 呼称 略称 | 静岡朝日テレビ ［SATV］                     |                                                                |
| 1995年6月23日  | 岩手放送                                          | 岩手県盛岡市       | 社名           | アイビーシー岩手放送                        |                                                                |
| 1995年10月20日 | 近畿放送                                          | 京都府京都市       | 社名           | 京都放送                                    |                                                                |
| 2000年6月      | ジャパン・デジタル・コミュニケーションズ*         | 東京都港区         | 社名           | ビーエス・アイ※                             |                                                                |
| 2000年12月1日  | 日本衛星放送 （WOWOW）［JSB］                     | 東京都港区         | 社名           | ワウワウ※ （WOWOW）                         | 呼称を正式社名に、略称の廃止                                   |
| 2001年1月1日   | ティー・エックス・エヌ九州                        | 福岡県福岡市       | 社名           | ティー・ヴィー・キュー九州放送※             | 略称のTVQはそのまま                                            |
| 2001年7月1日   | エフエム埼玉 （FM NACK5）                         | 埼玉県さいたま市   | 社名           | エフエムナックファイブ                      | 呼称を正式社名に（ただし社名は片仮名表記）                     |
| 2002年10月1日  | 伊予テレビ （あいテレビ）                         | 愛媛県松山市       | 社名           | あいテレビ                                  | 呼称を正式社名に                                               |
| 2003年10月1日  | 全国朝日放送 （テレビ朝日）［ANB］                | 東京都港区         | 社名           | テレビ朝日 ［EX］                           | 呼称を正式社名に                                               |
| 2003年10月1日  | エフエムジャパン （J-WAVE）                       | 東京都港区         | 社名           | J-WAVE                                      | 呼称を正式社名に                                               |
| 2003年10月1日  | 日本短波放送 （ラジオたんぱ）                     | 東京都港区         | 社名           | 日経ラジオ社 （ラジオたんぱ）※              |                                                                |
| 2004年4月1日   | 日経ラジオ社 （ラジオたんぱ）                     | 東京都港区         | 呼称           | 日経ラジオ社 （ラジオNIKKEI）               |                                                                |
| 2004年7月4日   | ビー・エス・ジャパン （BS-JAPAN）                 | 東京都港区         | 社名           | BSジャパン※ （BS-JAPAN）※                   |                                                                |
| 2004年10月1日  | 愛媛放送 （テレビ愛媛）                           | 愛媛県松山市       | 社名           | テレビ愛媛                                  | 呼称を正式社名に                                               |
| 2004年10月1日  | エフエムサウンド千葉 （bayfm）                    | 千葉県千葉市       | 社名           | ベイエフエム                                | 呼称を正式社名に（ただし社名は片仮名表記）                     |
| 2004年10月1日  | エフエム名古屋 （ZIP-FM）                         | 愛知県名古屋市     | 社名           | ZIP-FM                                      | 呼称を正式社名に                                               |
| 2005年4月1日   | エフエム中九州                                    | 熊本県熊本市       | 社名           | エフエム熊本                                | 略称はFMKそのまま                                              |
| 2009年4月1日   | ビーエス・アイ （BS-i）                           | 東京都港区         | 社名           | BS-TBS                                      |                                                                |
| 2011年7月1日   | 天神エフエム （Love FM）                          | 福岡県福岡市       | 社名           | ラブエフエム国際放送 （Love FM）            |                                                                |
| 2014年4月1日   | エフエムインターウェーブ （InterFM）              | 東京都品川区       | 社名           | InterFM※                                    | 呼称を正式社名に                                               |
| 2015年10月1日  | InterFM                                           | 東京都品川区       | 呼称           | InterFM （InterFM897）※                     |                                                                |
| 2016年4月1日   | TBSラジオ&コミュニケーションズ （TBSラジオ）      | 東京都港区         | 社名           | TBSラジオ                                   | 呼称を正式社名に                                               |
| 2017年4月1日   | InterFM （InterFM897）                            | 東京都品川区       | 社名           | InterFM897                                  | 呼称を正式社名に                                               |
| 2018年10月1日  | BSジャパン （BS-JAPAN）                           | 東京都港区         | 社名 愛称      | BSテレビ東京 （BSテレ東）                   |                                                                |
| 2019年10月1日  | 新潟総合テレビ [NST]                              | 新潟県新潟市       | 社名           | NST新潟総合テレビ                           |                                                                |
| 2020年1月1日   | 福島中央テレビ [FCT]                              | 福島県郡山市       | 略称           | 福島中央テレビ [中テレ]                     | 略称を愛称と統一化                                             |
| 2024年2月1日   | 茨城放送 （LuckyFM茨城放送）                      | 茨城県水戸市       | 社名 呼称      | LuckyFM茨城放送 （LuckyFM）                 |                                                                |
| 2025年1月1日   | 大阪放送                                          | 大阪府大阪市       | 社名           | ラジオ大阪                                  | 呼称を正式社名に                                               |
| 2025年4月1日   | 讀賣テレビ放送                                    | 大阪府大阪市       | 社名           | 読売テレビ放送                              | 商号を呼称と統一                                               |
| 2025年7月1日   | BS松竹東急                                        | 東京都中央区       | 社名 愛称      | JCOM BS （J:COM BS）                        | 親会社がJCOMに変更されたことによるもの                         |